# Sophia Ali
Sophia Taylor Ramseyer Ali (San Diego, 7 de novembro de 1995) é uma atriz norte-americana. Ela é conhecida por seus papéis como Fatin Jadmani em The Wilds.

## Biografia
Ali nasceu em San Diego, Califórnia, mas sua família morava em Dubai na época. Seu pai é paquistanês e sua mãe americana. Ela morou lá até os quatro anos, quando sua família se mudou para o Texas. Quando Ali tinha 19 anos, ela se mudou para a Califórnia para seguir a carreira de atriz.
Em 2003, Ali estreou no programa de televisão K Street. Ali apareceu em uma variedade de programas de TV e filmes, incluindo Faking It, Shake It Up, CSI: Miami, Missionary Man e Famous in Love.
De 2020 a 2022, Ali foi escalado para interpretar o papel principal na série dramática The Wilds como Fatin Jadmani. Em 2021, Ali foi escalada para interpretar o papel principal no filme de comédia dramática India Sweets and Spices como Alia Kapur. Em 2022, Ali estrelou o papel de Chloe Frazer no filme Uncharted.